# Andrés de Claramonte
Andrés de Claramonte i Corroy (Múrcia, 1560 - Madrid, 1626) fou un dramaturg i actor espanyol del Segle d'Or espanyol. És el candidat alternatiu a Tirso de Molina respecte a l'autoria de l'obra El burlador de Sevilla fins ara atribuïda al primer. La polèmica dels crítics arrenca amb la troballa del manoscrit de la representació l'any 1617 a Còrdova de l'obra Tan largo me lo fiáis (frase que don Juan repeteix contínuament) per part de la companyia teatral de Jerónimo Sánchez. La polèmica se centra a saber si Andrés de Claramonte va fer una remodelació del text entre 1619 i 1625 o va ser l'autor original de l'obra. L'autoria de Tirso de Molina es posa en dubte entre els especialistes per molts motius: cronològics, diferències d'estil d'aquesta respecte a les altres obres del mateix autor... I en canvi hi ha molts aspectes que poden indicar una autoria de Claramonte. La crítica no es posa d'acord (fins i tot va ser atribuïda a Calderón, Lope de Vega) i continua investigant.